# Кенаса (Каїр)
Кенаса в Каїрі ― караїмська культова споруда, названа на честь Моше Дері, розташована в районі Аббасі міста Каїр, була відкрита в 1931 році. З часом, через зменшення кількості караїмів у Каїрі стала покинутою та занедбаною. У 2010 році було проведено капітальний ремонт.

## Історія
Караїми жили в Єгипті століттями. Протягом багатьох років караїмська громада в Каїрі молилася в древній кенасі «Рав Симха», яка перебувала у кварталі караїмів («харатії аль-Єгуда аль-Крайн»), що примикає до кварталу рабинів.
Однак на початку 20-го століття дедалі більше й більше караїмів почали зміцнюватися в економічному і соціальному плані й залишати єврейський квартал в інші райони. Вони перебували далеко від старої кенаси, що ускладнювало рух до неї щосуботи та святковими днями, тому громада розпочала збір коштів на будівництво нової кенаси. Будівництво кенаси почалося в 1920-х роках під керівництвом головного мудреця караїмів Єгипту Авраама (Ібрагіма) Коена. Кенаса розташована на вулиці Сабіл аль-Кассандер в районі Аббас (العباسية) і призначена для караїмів, що жили в районах Аббас, Аль-Дахир і Гамра.
У 1931 році будівництво завершили й відкрили нову кенасу. У 1943 році кенасу назвали на честь Моше (Муси) Дері, середньовічного караїмсько-єгипетського лікаря й поета. Рішення про зміну назви прийняв тодішній головний мудрець Тувіа Леві зі Швейцарії, що був родом з Кримського півострова.
Стилістично кенаса нагадує османське будівництво мечетей тим, що має великий купол, підтримуваний колонами, що покриває центральну молитовну зону. Крім того, кенаса включала внутрішній двір і велику бібліотеку, що нараховувала близько 4000 книг і слугувала громадським двором.
Станом на 2005 рік кенаса в занедбаному стані, значна частина її скарбів розграбована. Кенаса закрита, і ключі від неї в руках єврейської рабинської громади. У 2010 році кенасу частково відремонтували коштом єгипетського уряду.